# Macaca munzala
Macaca munzala  (лат.) — вид обезьян семейства мартышковых отряда приматов.

## Описание
Мех густой, в окраске преобладает тёмно-жёлтый или оранжевый цвет, который на спине смешивается с более тёмными цветами, такими как тёмно-коричневый, чёрный или серый. Мех на спине меняет расцветку в зависимости от времени года — зимой становится менее насыщенным. Грудь и брюхо имеют окрас белого или кремового цвета.

## Распространение
Вид встречается на больших высотах (от 2 000 до 3 500 метров над уровнем моря) в штате Аруначал-Прадеш на северо-востоке Индии. Вид также встречался в Бутане и Тибете. Обитает в деградировавших широколиственных и открытых кустарниковых лесах, сельскохозяйственных районах, нетронутых дубовых и хвойных лесах. Уверенно себя чувствует как на земле, так и на деревьях. Вид сравнительно терпим к людям и время от времени наблюдался рядом с человеческими поселениями, в садах и на сельскохозяйственных полях.

## Образ жизни
Количество животных в группе от 5 до 34 особей, в среднем 12.

## Взаимодействие с человеком
Эти обезьяны иногда вредят урожаю, из-за чего бывают убиты фермерами. Их мясо употребляется в пищу, но специализированная охота на этот вид происходит нечасто, и в основном ведётся не местными государственными служащими. Угроза уничтожения ареала их обитания незначительна.